# Chapelle Notre-Dame ten Pui de Neerijse
Cette chapelle Notre-Dame ten Pui (en néerlandais : Kapel van Onze-Lieve-Vrouw ten Pui) est une chapelle catholique de style classique et baroque située à Neerijse, section de la commune belge de Huldenberg, dans la province du Brabant flamand.

## Localisation
La chapelle Notre-Dame ten Pui se dresse environ 400 m au nord-est de l'église Saints-Pierre-et-Paul de Neerijse, à l'intersection de la rue du Village (Dorpstraat) et du chemin de la Chapelle (Kapelweg), au village de Neerijse situé au nord-est d'Huldenberg.

## Historique
L'édifice est, à l'origine, la chapelle seigneuriale du château d'Overschie (1758).
La chapelle est classée monument historique depuis le 27 novembre 1978 et figure à l'inventaire du patrimoine immobilier de la Région flamande sous la référence 43298.

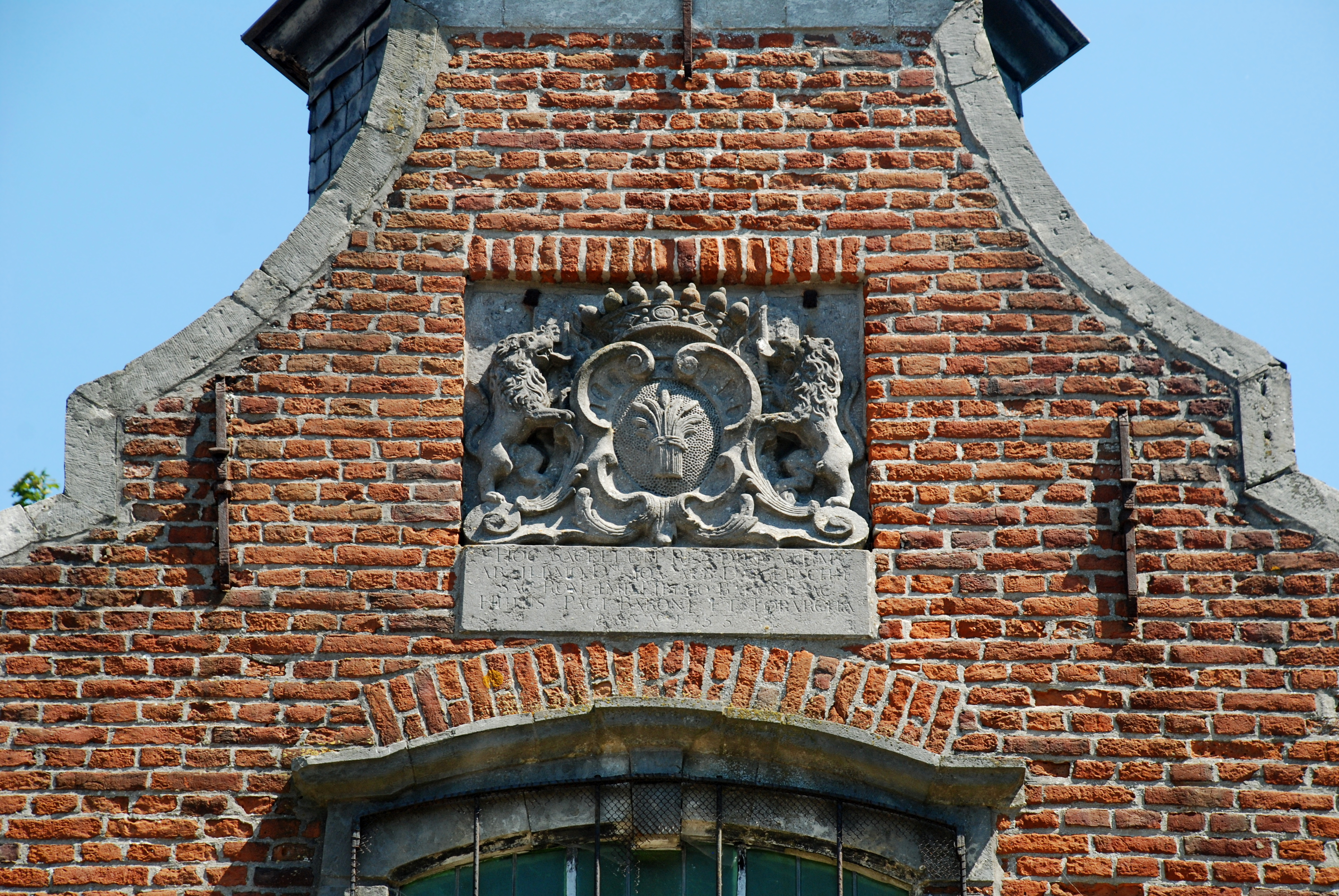
Le blason de la famille d'Overschie.

## Architecture

### Façade occidentale
La chapelle Notre-Dame ten Pui est un édifice à nef unique de style classique présentant des réminiscences baroques,.
Édifiée en briques rouges et pierre calcaire et couverte d'ardoises, la chapelle présente à l'ouest une façade percée d'une belle porte à l'encadrement de pierre mouluré et d'une fenêtre de style classique, toutes deux surmontées d'un puissant larmier.
La façade, agrémentée de six ancres de façade, se termine par un petit fronton triangulaire en pierre bleue sous lequel figure le blason de la famille d'Overschie,. Elle est surmontée d'un clocheton hexagonal à bulbe en bois, couvert d'ardoises.

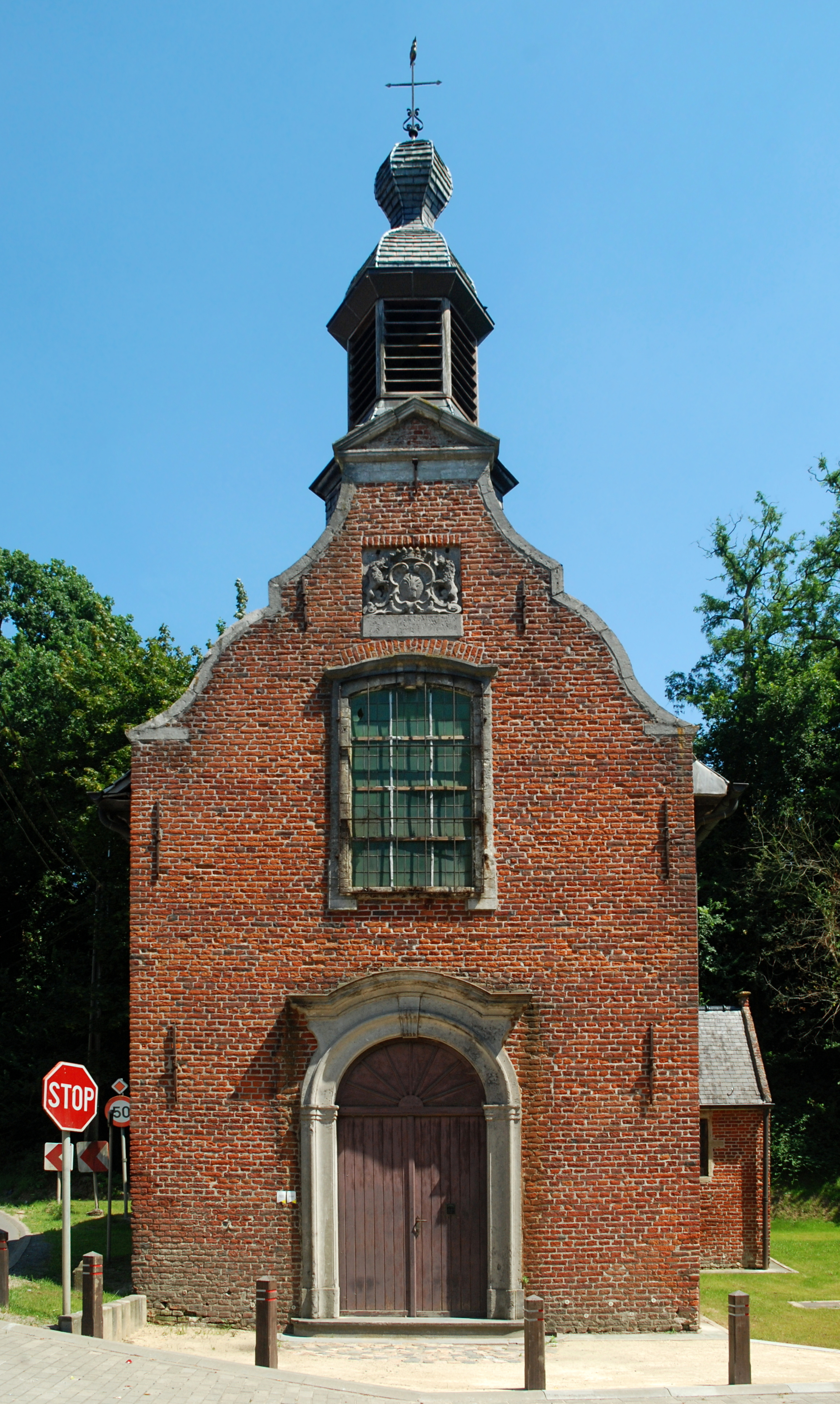
La façade occidentale.
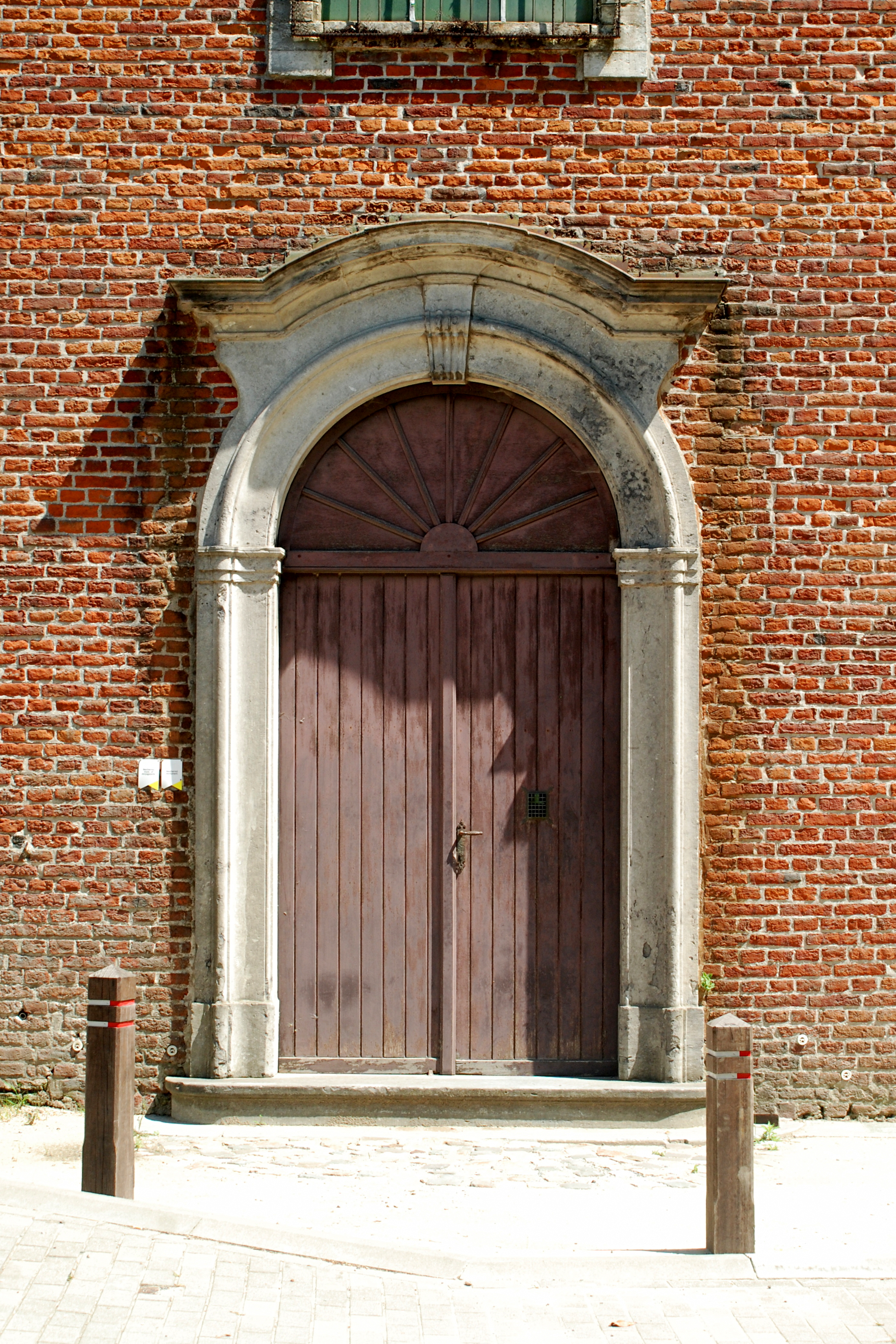
La porte.
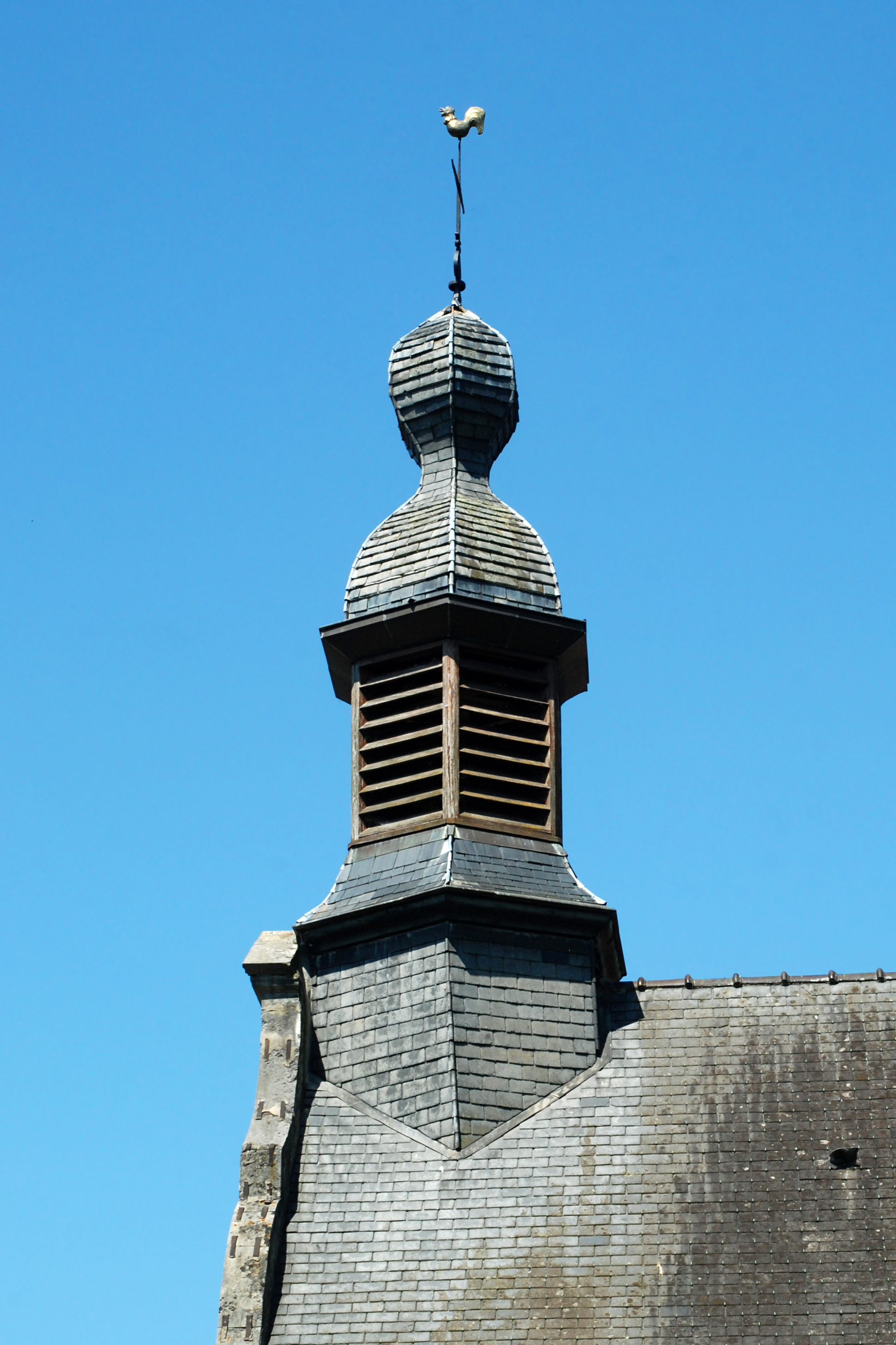
Le clocheton à bulbe.

### Façades latérales
Chacune des façades latérales de la chapelle est percée de deux hautes fenêtres de style classique dont l'encadrement de pierre blanche à crossettes entoure également les allèges.
Une petite sacristie carrée, présentant un beau pignon à épis est adossée à la façade sud, à hauteur de la jonction entre cette façade et le chevet, qui est constituée d'une abside semi-circulaire sans fenêtres,.
|  |  |